# Bătălia de la Trebia
Bătălia de la Trebia (sau Trebbia), a fost una din marile bătălii ale celui de-al doilea război punic, bătălie desfășurată între forțele cartagineze conduse de Hannibal și armata Republicii Romane condusă de consulul Titus Sempronius Longus, în anul 218 î.Hr.

Bătălia de la Trebia (sau Trebbia), a fost una din marile bătălii ale celui de-al doilea război punic, bătălie desfășurată între forțele cartagineze conduse de Hannibal și armata Republicii Romane condusă de consulul Titus Sempronius Longus, în anul 218 î.Hr
Hannibal avea o infanterie grea de 20000 de oameni asezati intr-o linie subțire, cu gali în mijloc și libieni și spanioli pe flancuri, cu 10000 de cavalerie împărțite egal între cele două aripi, și, bineînțeles, Mago și ai lui 2000 de bărbați ascunși în spatele romanilor. Armata romană era standard, cu 16.000 de legionari în centru, 10.000 de aliați infanterie pe fiecare flanc și, în final, 2000 cavalerie pe fiecare flanc.
Longus ordonat armatei sale de a înainta în mod tradițional roman, încet și, în bună ordine. Primul contact între sulițașii celor două armate. Trupele romane erau mai puține , probabil obosite, și de o calitate mai slabă decât cele punice, și au fost învinse rapid. Cavaleria romană a suferit într-un mod similar, și, în curând, cavaleria și sulițașii puni au atacat flancurile din armata romană. Numai în centru romanii o duceau mai bine. Chiar dacă atacul lui Mago a terminat pe aliații romanilor, nu a învins legiunile, care au spart centru lui Hannibal. Fără rezerve, Hannibal ar fi avut probleme, dar până acum era clar că romanii au pierdut, și 10000 de legionari nu au încercat să intre din nou în luptă, ci au fugit înapoi la Placentia.